# ليوبولد كارو
ليوبولد كارو (بالبولندية: Leopold Caro)‏ هو اقتصادي ومحامي بولندي، ولد في 1864، وتوفي في 1939.